# تشودينجي ميشين فولتس فايف
تشودينجي ميشين فولتس فايف (بالإنجليزية: Choudinji Machine Voltes V) (باليابانية: 超電磁マシーン ボルテスＶ) هو مسلسل أنمي عن الميكا، من تأليف وإخراج تاداو ناغاهاما في عام 1977م وأنتجته كل من سنرايز وتوي أنيميشن. يتكون المسلسل من 40 حلقة مدة عرض كل منها 30 دقيقة. وهذا المسلسل هو الجزء الثاني من ثلاثية الروبوتات الرومانسية.

## روابط خارجية
- تشودينجي ميشين فولتس فايف على موقع IMDb (الإنجليزية)
- تشودينجي ميشين فولتس فايف على موقع ميتاكريتيك (الإنجليزية)
- تشودينجي ميشين فولتس فايف على موقع قاعدة بيانات الفيلم (الإنجليزية)
- تشودينجي ميشين فولتس فايف على موقع ليتربوكسد (الإنجليزية)
- تشودينجي ميشين فولتس فايف على موقع قاعدة بيانات الفيلم (الإنجليزية)
- تشودينجي ميشين فولتس فايف على موقع ANN anime (الإنجليزية)